# Slovenska Bistrica Slott

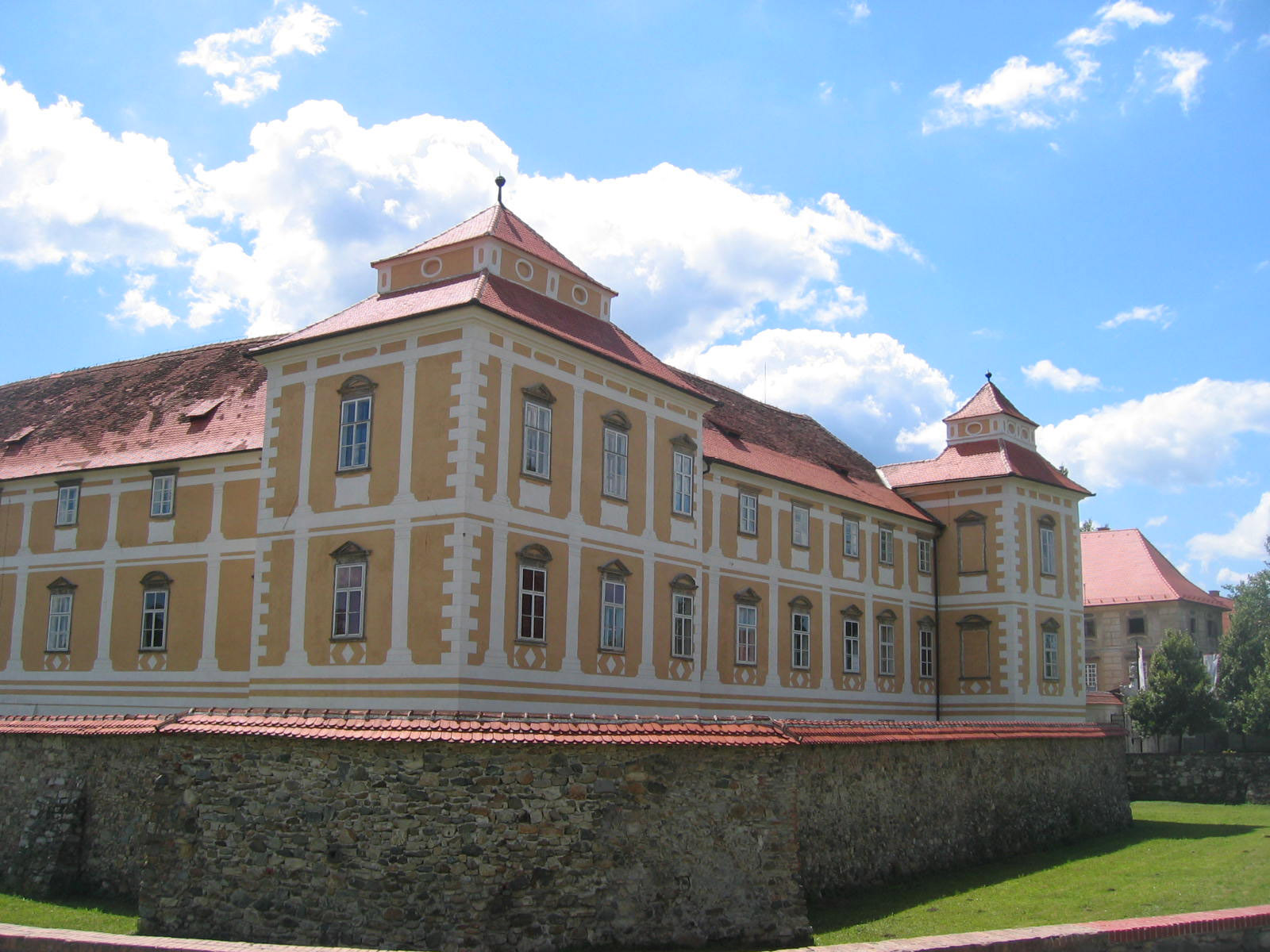
Slovenska Bistrica Slott

Slovenska Bistrica Slott (Slovenska: Grad Slovenska Bistrica, Tyska: Schloss Windische Feistritz), även känt som Bistrica Slott (Slovenska: Grad Bistrica, Tyska: Schloss Feistritz), är ett renässans-barock palats utanför staden Slovenska Bistrica i nordöstra Slovenien. Dess namn kommer från det slovenska ordet "bistra" vilket betyder "klar".

## Historia
Dagens Slovenska Bistrica slotts företrädare nämns först år 1265, när kejsar Rudolf gav bort det och angränsande stad till greve (från 1286 hertig av Kärnten) Meinhard av Gorizia. År 1313 bytte slottet ägare till habsburgarna som hyrde ut det och den närliggande staden till familjen Walsee. Efter 1368 styrdes det av grevarna av Celje och efter att deras ätt utslocknade år 1456 återgick det till hertigarna. År 1567 köptes slottet och staden upp av Hans Vetter och år 1717 såldes bara slottet till grevarna av Attems, vilka behöll det till slutet av andra världskriget då det övergick till staten.
När familjen Attems ägde slottet var det hem till målaren och historikern Maria Attems.

## Arkitektur
Slottet är beläget vid den nordöstra sidan av den medeltida gamla staden i Slovenska Bistrica. Det nuvarande slottet, som byggdes på 1600-talet, står på grunden av ett av dess befästa föregångares försvarstorn.
Slottets form är en parallelltrapets med ett torn på varje sida. Hela byggnaden är omringad av en vallgrav som numera är uttorkad. Den omgivande trädgården planterades med ovanliga träd, numera är den försummad. Familjen Attems inredde interiören i första hälften av 1700-talet, inne i slottet finns en målad trappa, ett kapell dedikerad till jungfru Maria och en rikt dekorerad sal.